# Liste der Kulturdenkmale in Limbourg
Dies ist eine Liste der Kulturdenkmale in der belgischen Gemeinde Limbourg (Limburg).

## Liste
| Bezeichnung                                                    | Baujahr/Architekt | Teilgemeinde | Adresse                | Koordinaten                 | Objekt-Nr.?       | Bild                                                 |
| -------------------------------------------------------------- | ----------------- | ------------ | ---------------------- | --------------------------- | ----------------- | ---------------------------------------------------- |
| St. Anna Kapelle (fr) (nl)                                     |                   |              |                        | 50° 36′ 16″ N, 5° 56′ 5″ O  | 63046-CLT-0001-01 | St. Anna Kapelle                                     |
| St. Georg Kirche (fr) (nl)                                     |                   |              |                        | 50° 36′ 45″ N, 5° 56′ 28″ O | 63046-CLT-0003-01 | St. Georg Kirche                                     |
| Alte Mauern u. Wälle (fr) (nl)                                 |                   |              |                        | 50° 36′ 59″ N, 5° 56′ 25″ O | 63046-CLT-0004-01 | Alte Mauern u. Wälle                                 |
| Haus Rue Georges Wilson 32 (fr) (nl)                           |                   |              | Rue Georges Wilson 32  | 50° 37′ 15″ N, 5° 56′ 24″ O | 63046-CLT-0005-01 | Haus Rue Georges Wilson 32                           |
| Haus Rue Georges Wilson 34 (fr) (nl)                           |                   |              | Rue Georges Wilson 34  | 50° 37′ 15″ N, 5° 56′ 24″ O | 63046-CLT-0006-01 | Haus Rue Georges Wilson 34                           |
| Kirche von Saint-Roch (Chor aus dem 15. Jahrhundert) (fr) (nl) |                   |              |                        | 50° 37′ 28″ N, 5° 55′ 10″ O | 63046-CLT-0007-01 | Kirche von Saint-Roch (Chor aus dem 15. Jahrhundert) |
| Kirche von Saint-Roch (fr) (nl)                                |                   |              |                        | 50° 37′ 28″ N, 5° 55′ 10″ O | 63046-CLT-0008-01 | Kirche von Saint-Roch                                |
| St. Lambert Kirche (fr) (nl)                                   |                   |              |                        | 50° 36′ 24″ N, 5° 57′ 23″ O | 63046-CLT-0010-01 | St. Lambert Kirche                                   |
| Öffentliche Pumpe (fr) (nl)                                    |                   |              | Rue Derrière l'église. | 50° 36′ 42″ N, 5° 56′ 28″ O | 63046-CLT-0011-01 | Öffentliche Pumpe                                    |
| Haus Place Saint-Georges 36 (fr) (nl)                          |                   |              | Place Saint-Georges 36 | 50° 36′ 44″ N, 5° 56′ 24″ O | 63046-CLT-0012-01 | Haus Place Saint-Georges 36                          |
| Fahrbahn und Bordsteine (Kopfsteinpflaster) (fr) (nl)          |                   |              | Place Saint-Georges    | 50° 36′ 44″ N, 5° 56′ 25″ O | 63046-CLT-0013-01 | Fahrbahn und Bordsteine (Kopfsteinpflaster)          |
| Armenhaus Caldenborg Bardieus (fr) (nl)                        |                   |              | Rue Derrière l'Eglise  | 50° 36′ 45″ N, 5° 56′ 27″ O | 63046-CLT-0014-01 | Armenhaus Caldenborg Bardieus                        |
| Gartenmauer (fr) (nl)                                          |                   |              | Place Saint-Georges 31 | 50° 36′ 45″ N, 5° 56′ 26″ O | 63046-CLT-0015-01 | Gartenmauer                                          |
| Haus Place Saint-Georges 72 (fr) (nl)                          |                   |              | Place Saint-Georges 72 | 50° 36′ 41″ N, 5° 56′ 24″ O | 63046-CLT-0016-01 | Haus Place Saint-Georges 72                          |
| Haus Place Saint-Georges 33 (fr) (nl)                          |                   |              | Place Saint-Georges 33 | 50° 36′ 45″ N, 5° 56′ 26″ O | 63046-CLT-0017-01 | Haus Place Saint-Georges 33                          |
| Altes Rathaus (fr) (nl)                                        |                   |              | Place Saint-Georges 30 | 50° 36′ 45″ N, 5° 56′ 24″ O | 63046-CLT-0018-01 | Altes Rathaus                                        |
| Haus Sur les Remparts 124 (fr) (nl)                            |                   |              | Sur les Remparts 124   | 50° 36′ 40″ N, 5° 56′ 24″ O | 63046-CLT-0019-01 | Haus Sur les Remparts 124                            |
| Wand entlang Straße und Propst-Tor (fr) (nl)                   |                   |              | Rue Derrière l'Eglise  | 50° 36′ 47″ N, 5° 56′ 27″ O | 63046-CLT-0020-01 | Wand entlang Straße und Propst-Tor                   |
| Haus Place Saint-Georges 42 (fr) (nl)                          |                   |              | Place Saint-Georges 42 | 50° 36′ 44″ N, 5° 56′ 24″ O | 63046-CLT-0021-01 | Haus Place Saint-Georges 42                          |
| Schloss Villers (fr) (nl)                                      |                   |              |                        | 50° 38′ 0″ N, 5° 55′ 21″ O  | 63046-CLT-0022-01 | Schloss Villers                                      |
| Architektonisches Ensemble der Oberstadt (fr) (nl)             |                   |              |                        | 50° 36′ 39″ N, 5° 56′ 23″ O | 63046-PEX-0001-01 | Architektonisches Ensemble der Oberstadt             |